# Tre-sektor-hypotesen
Tre-sektor-hypotesen er en økonomisk-erhvervsmæssig teori, der tager udgangspunkt i en opdeling af befolkningen efter deres næringsveje i tre hovedgrupper: jordbrug og udnyttelse af naturgivne råstoffer (primære), forædling, forarbejdning og fremstillingsvirksomhed (sekundære) samt tjenesteydelser og embedserhverv (tertiære erhverv). Teorien blev oprindeligt fremsat af William Petty, siden udviklet af Colin Clark og Jean Fourastié.
Ifølge teorien vil der med tiden ske en forandring af sysselsætningen, idet den historisk overvejende betydning af primære erhverv afløses først af sekundære erhverv og siden af tertiære erhverv som den mest betydningsfulde. Fourastié anså denne udvikling som et fremskridt, og i bogen "Det store Håb for det Tyvende Århundrede" skildrer han den forventede stigning i levestandard, social sikkerhed, blomstring i uddannelse og kultur, bedre kvalifikationer, bedre arbejdsvilkår og afskaffelse af arbejdsløshed, som forventede.
Lande med lavt bruttonationalprodukt befinder sig på det tidlige stadium; hovedparten af deres nationale indkomster hentes fra virksomhed i den primære sektor (landbrug, fiskeri, skovbrug, gartneri og lignende). Lande med et højere bruttonationalprodukt befinder sig på et højere udviklingsniveau og henter hovedparten af deres nationale indkomster fra råvareforædling, forarbejdning og varefremstilling (håndværk og industri). I de vest veludviklede lande med det højeste bruttonationalprodukt hentes hovedparten af de nationale indkomster indenfor den tertiære sektor (handel, embedsvæsen, tjenesteydelser, forskning med mere).

## Strukturelle forandringer ifølge Fourastié
Fordelingen efter sysselsætning udvikler sig i de tre stadier i henhold til Fourastié som følger:

### Første stadium: Traditionelle samfund
Fordeling af arbejdsstyrken:
- Primære sektor: 70%
- Sekundære sektor: 20%
- Tertiære sektor: 10%

Dette stadium afspejler et samfund, der endnu ikke har udviklet sine kundskaber og derfor ikke har taget maskiner i brug. Dette stadium modsvarer tilstanden i Europa fra middelalderen over renæssancen og frem til slutningen af 1700-tallet, eller forholdene i mange ulande i det 20. århundrede.

### Andet stadium: Overgangstiden
Fordeling af arbejdsstyrken:
- Primære sektor: 20%
- Sekundære sektor: 50%
- Tertiære sektor: 30%

Under dette stadium tages moderne maskiner i brug, hvorved blandt andet landbruget ikke har så stort behov for arbejdskraft som tidligere. Den derved frigjorte arbejdskraft finder for en overvejende dels vedkommende sysselsætning i fremstillingsvirksomheder inden for den sekundære sektor, der samtidig ved ibrugtagning af maskiner går over fra håndværkspræget til industriel produktion og derfor har et voksende behov for arbejdskraft til betjening af maskiner. Overgangsstadiet falder derfor sammen med samfundets industrialisering: omfattende mekanisering med ibrugtagning af kunstige kraftkilder (damp, gas, olie, elektricitet), der følges op af automatiseret produktionsgang og løbende nye tiltag (således blandt andet samlebånd).
Også den tertiære sektor oplever en vis udvikling, herunder handel, bankvæsen, transport og det offentlige embedsvæsen.

### Tredje stadium: Servicesamfundet
Fordeling af arbejdsstyrken:
- Primære sektor: 10%
- Sekundære sektor: 20%
- Tertiære sektor: 70%

Den stadigt fremadskridende automatisering inden for den primære og den sekundære sektor indebærer et stadigt faldende behov for arbejdskraft inden for disse sektorer, idet automatiske maskiner indtager en stadigt mere fremherskende rolle. Derved frigøres atter arbejdskraft, som nu voksende efterspørges i den tertiære sektor: tjenesteydelser. Denne samfundstilstand er den, som findes i moderne, højt industrialiserede samfund og som vil vinde stadigt mere frem i fremtiden. Allerede ved indgangen til det 21. århundrede er den tertiære sektor i mange lande vokset til en størrelse, hvor man er begyndt at udskille informationsvirksomhed som en "fjerde sektor" og ikke-indkomstrettet virksomhed som en "femte sektor".

## Teoriens efterprøvelse
De fleste vestlige lande har gennemgået en udvikling, der i store træk modsvarer den, Jean Fourastié forudså i 1949. For Danmarks vedkommende er ændringerne i sysselsætningens fordeling for de tre hovedsektorer fra 1800 til 1974, der i store træk svarer til det forudsatte forløb, vist i bogen "Arealplanlægning – status og problemstillinger" (Landsplansekretariatet 1974, Publikation nr. 27; ISBN 87-503-1684-2) s. 38.